# Godfrey Brown
Godfrey Brown (Reino Unido, 21 de febrero de 1915-4 de febrero de 1995) fue un atleta británico, especialista en la prueba de 4x400 m en la que llegó a ser campeón olímpico en 1936.

## Carrera deportiva
En los JJ. OO. de Berlín 1936 ganó la medalla de oro en los relevos 4x400 metros, con un tiempo de 3:09.0 segundos, llegando a meta por delante de Estados Unidos (plata) y Alemania (bronce), siendo sus compañeros de equipo: Godfrey Rampling, Bill Roberts y Freddie Wolf.